# Isla Butachauques Airport
Isla Butachauques Airport är en flygplats i Chile.   Den ligger i provinsen Provincia de Chiloé och regionen Región de Los Lagos, i den södra delen av landet, 1 000 km söder om huvudstaden Santiago de Chile. Isla Butachauques Airport ligger 46 meter över havet. Den ligger på ön Isla Buta Chauques.
Terrängen runt Isla Butachauques Airport är platt. Havet är nära Isla Butachauques Airport åt sydväst. Trakten är glest befolkad. 